# Ichneumon monospilus
Ichneumon monospilus là một loài tò vò trong họ Ichneumonidae.